# Haris Seferović
Haris Seferović (Sursee, 22 februari 1992) is een Zwitsers voetballer van Bosnische afkomst die doorgaans als aanvaller speelt. Hij speelt momenteel bij Al-Nasr SC. Seferović debuteerde in 2013 in het Zwitsers voetbalelftal.

## Clubcarrière
Seferović debuteerde op 26 april 2009 in het profvoetbal in de Zwitserse Super League voor Grasshopper Club Zürich tegen Neuchâtel Xamax 1912. In januari 2010 werd hij verkocht aan het Italiaanse Fiorentina. Hij werd door Fiorentina driemaal uitgeleend. Eerst aan Neuchâtel Xamax en daarna aan de Italiaanse teams US Lecce en Novara. Op 11 juli 2013 werd hij voor drie miljoen euro verkocht aan Real Sociedad. Op 16 augustus 2013 maakte hij met een lob een doelpunt bij zijn competitiedebuut voor Real Sociedad. Enkele dagen later scoorde hij door een volley in de laatste voorronde van de Champions League tegen Olympique Lyon.

## Persoonlijke leven
De familie van Haris Seferović komt oorspronkelijk uit Sanski Most, Bosnië en Herzegovina. Zijn ouders, Hamza en Šefika Seferović, verhuisden in de jaren tachtig naar Zwitserland. 

## Clubstatistieken
| Seizoen     | Club                | Competitie   | Competitie | Competitie | Competitie | Beker | Beker | Beker | Europa | Europa | Europa | Totaal | Totaal | Totaal |
| Seizoen     | Club                | Competitie   | Wed.       | Dlp.       | Ass.       | Wed.  | Dlp.  | Ass.  | Wed.   | Dlp.   | Ass.   | Wed.   | Dlp.   | Ass.   |
| ----------- | ------------------- | ------------ | ---------- | ---------- | ---------- | ----- | ----- | ----- | ------ | ------ | ------ | ------ | ------ | ------ |
| 2008/09     | Grasshopper         | Super League | 1          | 0          | 0          | 0     | 0     | 0     | —      | —      | —      | 1      | 0      | 0      |
| 2009/10     | Grasshopper         | Super League | 2          | 0          | 0          | 0     | 0     | 0     | —      | —      | —      | 2      | 0      | 0      |
| Club Totaal | Club Totaal         | Club Totaal  | 3          | 0          | 0          | 0     | 0     | 0     | 0      | 0      | 0      | 3      | 0      | 0      |
| 2010/11     | Fiorentina          | Serie A      | 1          | 0          | 0          | 2     | 0     | 0     | —      | —      | —      | 3      | 0      | 0      |
| Club Totaal | Club Totaal         | Club Totaal  | 1          | 0          | 0          | 2     | 0     | 0     | 0      | 0      | 0      | 3      | 0      | 0      |
| 2011/12     | → Neuchâtel Xamax   | Super League | 14         | 2          | 0          | 2     | 0     | 0     | —      | —      | —      | 16     | 2      | 0      |
| Club Totaal | Club Totaal         | Club Totaal  | 14         | 2          | 0          | 2     | 0     | 0     | 0      | 0      | 0      | 16     | 2      | 0      |
| 2011/12     | → US Lecce          | Serie A      | 5          | 0          | 0          | 0     | 0     | 0     | —      | —      | —      | 5      | 0      | 0      |
| Club Totaal | Club Totaal         | Club Totaal  | 5          | 0          | 0          | 0     | 0     | 0     | 0      | 0      | 0      | 5      | 0      | 0      |
| 2012/13     | Fiorentina          | Serie A      | 7          | 0          | 0          | 2     | 1     | 0     | —      | —      | —      | 9      | 1      | 0      |
| Club Totaal | Club Totaal         | Club Totaal  | 8          | 0          | 0          | 4     | 1     | 0     | 0      | 0      | 0      | 12     | 1      | 0      |
| 2012/13     | → Novara            | Serie B      | 18         | 10         | 6          | 0     | 0     | 0     | —      | —      | —      | 18     | 10     | 6      |
| Club Totaal | Club Totaal         | Club Totaal  | 18         | 10         | 6          | 0     | 0     | 0     | 0      | 0      | 0      | 18     | 10     | 6      |
| 2013/14     | Real Sociedad       | La Liga      | 24         | 2          | 2          | 8     | 1     | 0     | 8      | 1      | 0      | 40     | 4      | 2      |
| Club Totaal | Club Totaal         | Club Totaal  | 24         | 2          | 2          | 8     | 1     | 0     | 8      | 1      | 0      | 40     | 4      | 2      |
| 2014/15     | Eintracht Frankfurt | Bundesliga   | 32         | 10         | 8          | 2     | 1     | 0     | —      | —      | —      | 34     | 11     | 8      |
| 2015/16     | Eintracht Frankfurt | Bundesliga   | 31         | 4          | 5          | 2     | 0     | 0     | —      | —      | —      | 33     | 4      | 5      |
| 2016/17     | Eintracht Frankfurt | Bundesliga   | 25         | 3          | 0          | 4     | 1     | 0     | —      | —      | —      | 29     | 4      | 0      |
| Club Totaal | Club Totaal         | Club Totaal  | 88         | 17         | 13         | 8     | 2     | 0     | 0      | 0      | 0      | 96     | 19     | 13     |
| 2017/18     | SL Benfica          | Liga NOS     | 20         | 4          | 2          | 3     | 1     | 0     | 4      | 1      | 0      | 27     | 6      | 2      |
| 2018/19     | SL Benfica          | Liga NOS     | 29         | 23         | 9          | 9     | 2     | 3     | 13     | 2      | 0      | 51     | 27     | 12     |
| 2019/20     | SL Benfica          | Liga NOS     | 30         | 5          | 4          | 9     | 2     | 1     | 7      | 2      | 0      | 46     | 9      | 5      |
| 2020/21     | SL Benfica          | Liga NOS     | 33         | 22         | 9          | 9     | 4     | 0     | 8      | 0      | 0      | 50     | 26     | 9      |
| 2021/22     | SL Benfica          | Liga NOS     | 7          | 3          | 2          | 3     | 2     | 1     | 2      | 0      | 0      | 12     | 5      | 3      |
| Club Totaal | Club Totaal         | Club Totaal  | 119        | 57         | 26         | 33    | 11    | 5     | 34     | 5      | 0      | 186    | 73     | 31     |
| 2022/23     | → Galatasaray       | Süper Lig    | 10         | 0          | 0          | 3     | 2     | 0     | —      | —      | —      | 13     | 2      | 0      |
| Club Totaal | Club Totaal         | Club Totaal  | 10         | 0          | 0          | 3     | 2     | 0     | 0      | 0      | 0      | 13     | 2      | 0      |
| 2022/23     | → Celta de Vigo     | La Liga      | 0          | 0          | 0          | 0     | 0     | 0     | 0      | 0      | 0      | 0      | 0      | 0      |
| TOTAAL      | TOTAAL              | TOTAAL       | 289        | 88         | 47         | 58    | 17    | 5     | 42     | 6      | 0      | 387    | 111    | 52     |

## Interlandcarrière
Seferović maakte negen doelpunten in elf wedstrijden voor Zwitserland –17 en zeven doelpunten in twaalf wedstrijden voor Zwitserland –19. Met Zwitserland onder 17 won hij in 2009 het wereldkampioenschap in Nigeria. In dat elftal speelden ook onder meer Granit Xhaka en Pajtim Kasami.
Seferović debuteerde in 2013 in het Zwitsers voetbalelftal. Op 8 juni 2013 maakte hij het enige doelpunt voor Zwitserland in een WK-kwalificatiewedstrijd tegen Cyprus. In mei 2014 werd Seferović door bondscoach Ottmar Hitzfeld opgenomen in de selectie voor het wereldkampioenschap 2014 in Brazilië.
Seferović maakte eveneens deel uit van de Zwitserse ploeg, die deelnam aan de WK-eindronde 2018 in Rusland. Daar eindigde de selectie onder leiding van bondscoach Vladimir Petković als tweede in groep E, achter Brazilië (1–1) maar vóór Servië (2–1) en Costa Rica (2–2). In de achtste finales ging Zwitserland vervolgens op dinsdag 3 juli met 1–0 onderuit tegen Zweden door een treffer van Emil Forsberg, waarna de thuisreis geboekt kon worden. Seferović kwam in drie van de vier WK-duels in actie voor de nationale ploeg.
| Interlands van Haris Seferović voor Zwitserland | Interlands van Haris Seferović voor Zwitserland | Interlands van Haris Seferović voor Zwitserland | Interlands van Haris Seferović voor Zwitserland | Interlands van Haris Seferović voor Zwitserland | Interlands van Haris Seferović voor Zwitserland | Interlands van Haris Seferović voor Zwitserland |
| №                                               | Datum                                           | Wedstrijd                                       | Uitslag                                         | Soort wedstrijd                                 | Doelpunten                                      |                                                 |
| Als speler bij Novara                           | Als speler bij Novara                           | Als speler bij Novara                           | Als speler bij Novara                           | Als speler bij Novara                           | Als speler bij Novara                           | Als speler bij Novara                           |
| ----------------------------------------------- | ----------------------------------------------- | ----------------------------------------------- | ----------------------------------------------- | ----------------------------------------------- | ----------------------------------------------- | ----------------------------------------------- |
| 1.                                              | 6 februari 2013                                 | Griekenland – Zwitserland                       | 0 – 0                                           | Vriendschappelijk                               |                                                 |                                                 |
| 2.                                              | 23 maart 2013                                   | Cyprus – Zwitserland                            | 0 – 0                                           | Kwalificatie WK 2014                            |                                                 |                                                 |
| 3.                                              | 8 juni 2013                                     | Zwitserland – Cyprus                            | 1 – 0                                           | Kwalificatie WK 2014                            | Goal                                            |                                                 |
| Als speler bij Real Sociedad                    |                                                 |                                                 |                                                 |                                                 |                                                 |                                                 |
| 4.                                              | 14 augustus 2013                                | Zwitserland – Brazilië                          | 1 – 0                                           | Vriendschappelijk                               |                                                 |                                                 |
| 5.                                              | 6 september 2013                                | Zwitserland – IJsland                           | 4 – 4                                           | Kwalificatie WK 2014                            |                                                 |                                                 |
| 6.                                              | 10 september 2013                               | Noorwegen – Zwitserland                         | 0 – 2                                           | Kwalificatie WK 2014                            |                                                 |                                                 |
| 7.                                              | 11 oktober 2013                                 | Albanië – Zwitserland                           | 1 – 2                                           | Kwalificatie WK 2014                            |                                                 |                                                 |
| 8.                                              | 15 oktober 2013                                 | Zwitserland – Slovenië                          | 1 – 0                                           | Kwalificatie WK 2014                            |                                                 |                                                 |
| 9.                                              | 15 november 2013                                | Zuid-Korea – Zwitserland                        | 2 – 1                                           | Vriendschappelijk                               |                                                 |                                                 |
| 10.                                             | 30 mei 2014                                     | Zwitserland – Jamaica                           | 1 – 0                                           | Vriendschappelijk                               |                                                 |                                                 |
| 11.                                             | 3 juni 2014                                     | Zwitserland – Peru                              | 2 – 0                                           | Vriendschappelijk                               |                                                 |                                                 |
| 12.                                             | 15 juni 2014                                    | Ecuador – Zwitserland                           | 1 – 2                                           | WK 2014                                         | Goal                                            |                                                 |
| 13.                                             | 20 juni 2014                                    | Frankrijk – Zwitserland                         | 5 – 2                                           | WK 2014                                         |                                                 |                                                 |
| 14.                                             | 25 juni 2014                                    | Honduras – Zwitserland                          | 0 – 3                                           | WK 2014                                         |                                                 |                                                 |
| 15.                                             | 1 juli 2014                                     | Argentinië – Zwitserland                        | 1 – 0                                           | WK 2014                                         |                                                 |                                                 |
| Als speler bij Eintracht Frankfurt              |                                                 |                                                 |                                                 |                                                 |                                                 |                                                 |
| 16.                                             | 8 september 2014                                | Zwitserland – Engeland                          | 0 – 2                                           | Kwalificatie EK 2016                            |                                                 |                                                 |
| 17.                                             | 9 oktober 2014                                  | Slovenië – Zwitserland                          | 1 – 0                                           | Kwalificatie EK 2016                            |                                                 |                                                 |
| 18.                                             | 14 oktober 2014                                 | San Marino – Zwitserland                        | 0 – 4                                           | Kwalificatie EK 2016                            | Goal · Goal                                     |                                                 |
| 19.                                             | 15 november 2014                                | Zwitserland – Litouwen                          | 4 – 0                                           | Kwalificatie EK 2016                            |                                                 |                                                 |
| 20.                                             | 18 november 2014                                | Polen – Zwitserland                             | 2 – 2                                           | Vriendschappelijk                               |                                                 |                                                 |
| 21.                                             | 27 maart 2015                                   | Zwitserland – Estland                           | 3 – 0                                           | Kwalificatie EK 2016                            | Goal                                            |                                                 |
| 22.                                             | 31 maart 2015                                   | Zwitserland – Verenigde Staten                  | 1 – 1                                           | Vriendschappelijk                               |                                                 |                                                 |
| 23.                                             | 14 juni 2015                                    | Litouwen – Zwitserland                          | 1 – 2                                           | Kwalificatie EK 2016                            |                                                 |                                                 |
| 24.                                             | 5 september 2015                                | Zwitserland – Slovenië                          | 3 – 2                                           | Kwalificatie EK 2016                            |                                                 |                                                 |
| 25.                                             | 8 september 2015                                | Engeland – Zwitserland                          | 2 – 0                                           | Kwalificatie EK 2016                            |                                                 |                                                 |
| 26.                                             | 13 november 2015                                | Slowakije – Zwitserland                         | 3 – 2                                           | Vriendschappelijk                               |                                                 |                                                 |
| 27.                                             | 17 november 2015                                | Oostenrijk – Zwitserland                        | 1 – 2                                           | Vriendschappelijk                               | Goal · Goal                                     |                                                 |
| 28.                                             | 25 maart 2016                                   | Ierland – Zwitserland                           | 1 – 0                                           | Vriendschappelijk                               |                                                 |                                                 |
| 29.                                             | 29 maart 2016                                   | Zwitserland – Bosnië en Herzegovina             | 0 – 2                                           | Vriendschappelijk                               |                                                 |                                                 |
| 30.                                             | 28 mei 2016                                     | Zwitserland – België                            | 1 – 2                                           | Vriendschappelijk                               |                                                 |                                                 |
| 31.                                             | 11 juni 2016                                    | Albanië – Zwitserland                           | 0 – 1                                           | EK 2016                                         |                                                 |                                                 |
| 32.                                             | 15 juni 2016                                    | Roemenië – Zwitserland                          | 1 – 1                                           | EK 2016                                         |                                                 |                                                 |
| 33.                                             | 19 juni 2016                                    | Zwitserland – Frankrijk                         | 0 – 0                                           | EK 2016                                         |                                                 |                                                 |
| 34.                                             | 25 juni 2016                                    | Zwitserland – Polen                             | 1 – 1 (4–5 n.s.)                                | EK 2016                                         |                                                 |                                                 |

Bijgewerkt op 25 juni 2016.

## Erelijst
| Kampioen Primeira Liga        | 1x | 2018/19    |
| Supertaça Cândido de Oliveira | 2x | 2017, 2019 |
| Zwitserland –17               |    |            |
| Wereldkampioen –17            | 1x | 2009       |

1 Sommer ·
2 Lichtsteiner  ·
3 Moubandje ·
4 Elvedi ·
5 Akanji ·
6 Lang ·
7 Embolo ·
8 Freuler ·
9 Seferović ·
10 Xhaka ·
11 Behrami ·
12 Mvogo ·
13 Rodríguez ·
14 Zuber ·
15 Džemaili ·
16 Fernandes ·
17 Zakaria ·
18 Gavranović ·
19 Drmić ·
20 Djourou ·
21 Bürki ·
22 Schär ·
23 Shaqiri ·
Coach: Petković
1 Sommer ·
2 Mbabu ·
3 Widmer ·
4 Elvedi ·
5 Akanji ·
6 Zakaria ·
7 Embolo ·
8 Freuler ·
9 Seferović ·
10 Xhaka  ·
11 Vargas ·
12 Mvogo ·
13 Rodríguez ·
14 Zuber ·
15 Sow ·
16 Fassnacht ·
17 Benito ·
18 Mehmedi ·
19 Gavranović ·
20 Fernandes ·
21 Omlin ·
21 Kobel ·
22 Schär ·
23 Shaqiri ·
24 Omeragić ·
25 Cömert ·
26 Lotomba ·
Coach: Petković
1 Sommer ·
2 Fernandes ·
3 Widmer ·
4 Elvedi ·
5 Akanji ·
6 Zakaria ·
7 Embolo ·
8 Freuler ·
9 Seferović ·
10 Xhaka  ·
11 Steffen ·
12 Omlin ·
13 Rodríguez ·
14 Aebischer ·
15 Sow ·
16 Fassnacht ·
17 Vargas ·
18 Cömert ·
19 Okafor ·
20 Frei ·
21 Kobel ·
22 Schär ·
23 Shaqiri ·
24 Köhn ·
25 Rieder ·
26 Jashari ·
Coach: Yakin